# لا كروا سور رودول
لا كروا سور رودول (بالفرنسية: La Croix-sur-Roudoule)‏ هي بلدية فرنسية تقع في إقليم الألب البحرية من منطقة بروفنس ألب كوت دازور في جنوب شرق فرنسا. تبلغ مساحة هذه المدينة 30.06 (كم²)، وترتفع عن سطح البحر 800 م، يبلغ عدد سكانها 83 نسمة حسب إحصاء المعهد الوطني للإحصاء والدراسات الاقتصادية سنة 2009 م. وترأس Marie Martin البلدية خلال فترة (2008-2014).

## وصلات خارجية
- صفحة البلدية على موقع المعهد الوطني للإحصاء والدراسات الاقتصادية